# Void (fromage)
Pour le mot-clé en programmation informatique, voir void.
Void est une appellation d'origine désignant un fromage produit initialement dans la commune française de Void-Vacon dans la Meuse.

## Fabrication
Le void est un fromage à base de lait de vache à pâte molle à croûte lavée.
De forme rectangulaire, sa croûte est brun clair ; c'est un fromage de fabrication artisanale. 

## Consommation
Il ressemble au Maroilles, fromage de la Thiérache, dans le département du Nord. Il a un goût assez fort.